# Secondigliano (Neapel)
Secondigliano ist der 26. von den 30 Stadtteilen (Quartieri) der süditalienischen Hafenstadt Neapel. Er gehört zur nördlichen Peripherie von Neapel.

## Geographie und Demographie
Secondigliano ist 2,94 Quadratkilometer groß und hatte im Jahr 2011 42.827 Einwohner.